# Вис (река)
Вис (фр. Vis) је река у Француској. Дуга је 58 km. Улива се у Еро. 